# 永野椎菜
永野 椎菜（ながの しいな、1965年11月11日 - ）は、日本の音楽プロデューサー、作詞家、作曲家、編曲家。熊本県球磨郡出身。ES CONNEXION及びTWO-MIX、II MIX⊿DELTAのメンバー。ShiinaTactix-music所属。

## 概要

### 人物
ペンネームからよく女性に間違えられるが、男性である。元々は作詞家としてスタートしたので、性別に関係ないペンネームを観葉植物的な感じから付けた。愛称は「永野氏」「社長」など。自身が所属していた事務所・Little Stationの社長を務めていた。現在はShiina-Tactix-Musicの社長。
「創聖の気まぐれハイランダー」、「永遠の20歳」を自称。
自宅ではムッシュ、ココという名前の2匹のトイ・プードルを飼っており、家族同然に暮らしている。また、作詞する際には、「永野語」と呼ばれる独特のセンスの当て字を多用している。
幼い頃、弟と妹を何らかの原因で亡くしていることをmixiの日記で告白している。
現在、バセドウ病で闘病中であることをブログで報告している。

### 来歴
- 1965年 熊本県球磨郡にて出生。両親とも教員の家庭に育つ。
- 1984年 熊本県内の高等学校を卒業後、目的も定まらないまま上京。ファッションモデル活動、舞台演劇活動（脚本、出演）を行いながら詞を書き始める。
- 1989年5月24日 永井真理子のアルバム『Miracle Girl』にて作詞家としてデビュー。同年には林原めぐみのミニアルバム『PULSE』にて楽曲を2曲提供した。
- 1992年12月10日 打ち込みの弟子であった高山みなみの作曲能力に惹かれ、高山のソロアルバム『Endless Communication』に作詞家、サウンドプロデューサーとして参加。
- 1994年 高山みなみ・永野椎菜・虻川治の3人によるユニットES CONNEXIONを結成。
- 1992年-1994年頃 音楽活動と並行して、81プロデュースに所属し声優活動も行う（後述）。
- 1995年 高山・永野の2人によるユニットTWO-MIXを結成。以後、TWO-MIXおよびTWO-MIXに関連するアーティストの作詞、作曲、編曲、プロデュース活動を行う。
- 1995年 月刊コミックバーガーにて市東亮子の漫画｢LIVE｣[注 1]の原作を手がける[注 2]。
- 2005年 - 2007年 II MIX⊿DELTAの作詞を担当。
- 2007年 作曲家としての活動を開始。
- 2008年 Shiina-Tactixとしてソロ活動を開始。
- 2009年 期間限定でTWO-MIXの活動を再開後、TWO-MIXは正式に活動停止に入る。
- 2013年 TWO-MIXの活動を再開させ、配信限定シングルをリリース。現在は表立った活動はしておらず、単発的に楽曲提供を行ったり、過去の楽曲のインストバージョンをYouTubeにアップしている。

## アーティスト活動
ここではTWO-MIX、高山美瑠、M★TWO、TWO∞MIX、II MIX ⊿ DELTA以外での活動を記す。

### 楽曲提供
| 歌手名                     | 曲名                               | 収録（初出のみ）                                                       | 年   | 作詞     | 作曲       | 備考 |
| -------------------------- | ---------------------------------- | ---------------------------------------------------------------------- | ---- | -------- | ---------- | --- |
| 永井真理子                 | 50/50                              | アルバム『Miracle Girl』                                               | 1989 | 永野椎菜 | 辛島美登里 | ES CONNEXIONがアルバム『RHYTHMIX』にてセルフカバー。 |
| 永井真理子                 | Keep On "Keeping On"               | アルバム『Miracle Girl』                                               | 1989 | 永野椎菜 | 辛島美登里 | 辛島美登里がアルバム『BEAUTIFUL』にてセルフカバー。 TWO-MIXがアルバム『RHYTHM FORMULA』にてセルフカバー。                                                                       |
| 永井真理子                 | 今、君が涙を見せた                 | アルバム『Catch Ball』                                                 | 1990 | 永野椎菜 | 辛島美登里 | |
| 林原めぐみ                 | COME TRUE…                         | ミニアルバム『PULSE』                                                  | 1990 | 永野椎菜 | 辛島美登里 | |
| 林原めぐみ                 | GO ALONG! GO AROUND!!              | ミニアルバム『PULSE』                                                  | 1990 | 永野椎菜 | 辛島美登里 | |
| 高山みなみ                 | SCANDALOUS L・A・D・Y              | アルバム『Endless Communication』                                      | 1992 | 永野椎菜 | 高山みなみ | |
| 高山みなみ                 | LANDING TO THE PARADISE!           | アルバム『Endless Communication』                                      | 1992 | 永野椎菜 | 日詰昭一郎 | |
| 高山みなみ                 | ONE RAINY DAY (RAIN BEAT SARENADE) | アルバム『Endless Communication』                                      | 1992 | 永野椎菜 | 高山みなみ | |
| 高山みなみ                 | そして二人は火曜日に…              | アルバム『Endless Communication』                                      | 1992 | 永野椎菜 | 高山みなみ | |
| 高山みなみ                 | C'EST LA VIE                       | アルバム『Endless Communication』                                      | 1992 | 永野椎菜 | 松本俊明   | |
| 高山みなみ                 | RHYTHM REACTION                    | アルバム『Endless Communication』                                      | 1992 | 永野椎菜 | 高山みなみ | |
| 高山みなみ                 | BEAT OF ENERGY                     | アルバム『Endless Communication』                                      | 1992 | 永野椎菜 | 高山みなみ | |
| 高山みなみ                 | STANDING ON THE MOON               | アルバム『Endless Communication』                                      | 1992 | 永野椎菜 | 高山みなみ | |
| 高山みなみ                 | FEELING OF LOVE                    | アルバム『Endless Communication』                                      | 1992 | 永野椎菜 | 高山みなみ | |
| 高山みなみ                 | ENDLESS COMMUNICATION              | アルバム『Endless Communication』                                      | 1992 | 永野椎菜 | 高山みなみ | |
| ES CONNEXION               | E・L (ENDLESS LOVE) TIME MACHINE   | アルバム『RHYTHMIX』                                                   | 1994 | 永野椎菜 | MINAMI     | |
| ES CONNEXION               | DANCE GO AHEAD                     | アルバム『RHYTHMIX』                                                   | 1994 | 永野椎菜 | MINAMI     | |
| ゾベッカ                   | STANCE OF RESISTANCE               | シングル「象南波羅 〜ゾナパラ〜 WHY!パラパラ・リミックス」             | 2000 | 永野椎菜 | 高山みなみ | TWO∞MIXがアルバム『BPM CUBE』にてセルフカバー。 |
| AA-CHINO                   | マイティー・バディ                 | シングル「マイティー・バディ」                                         | 2007 | AA-CHINO | 永野椎菜   | TBS系アニメ『逮捕しちゃうぞ フルスロットル』オープニングテーマ ShiinaTactixが後に「IN THE NAME OF LOVE」としてカバー。ヴォーカルは小林沙苗と日笠陽子の2ヴァージョンが存在する。 |
| 松本梨香×松原剛志×川添智久 | WIN THE BATTLE                     | アルバム『グレイトバトル フルブラスト 主題歌コンピレーションアルバム』 | 2012 | 中野愛子 | 永野椎菜   | PSP用ゲームソフト『グレイトバトル フルブラスト』オープニングテーマ |
| 日笠陽子                   | Rhythm Linkage                     | アルバム『Glamorous Songs』                                            | 2013 | 永野椎菜 | 永野椎菜   | |
| sweet ARMS                 | Reboot Tactics                     | アルバム『TRIGGER』                                                    | 2014 | 永野椎菜 | 永野椎菜   | 佐土原かおりのソロ曲。 |
| 小寺可南子                 | Rhapsody Sky                       | シングル「Rhapsody Sky」                                               | 2016 | 永野椎菜 | 永野椎菜   | 2016年2月28日に行われた小寺可南子のフリーライブ&トークショー会場で先行販売されたシングル。                                                                                      |

### Shiina-Tactix
2008年よりShiinaTactixというソロ活動を開始した。
作詞、作曲、プロデュースは永野本人が行うが、固定のボーカリストは置かずに、楽曲に応じて変えていくプロジェクトである。
第一弾としては、小林沙苗、日笠陽子、田村睦心の3人の女性ボーカリストを起用、完成した楽曲はオフィシャルサイト、iTunes Storeにて配信している。
また、小林沙苗がボーカルを担当している楽曲はCDとしても発売されている。

#### ディスコグラフィ
- BPM151Tactix（2008年7月7日 STM-0001, ShiinaTactix-Music）

ShiinaTactix-Sana. K（永野椎菜 feat. 小林沙苗）第一弾アルバム。「創聖のアクエリオン」「JUST COMMUNICATION」「マイティー・バディ」のカバーを含む全11曲収録。日笠陽子、田村睦心の歌う楽曲は未収録である。

## 声優活動
1992年から1994年の間、高山みなみと同じ81プロデュースに所属し、牧野 良樹（まきの よしき）名義で声優活動を行ったが、TWO-MIX結成とともに廃業した。
声優廃業後にも、『名探偵コナン』第81話、第82話「人気アーティスト誘拐事件」の作中にTWO-MIXが出演した際には、永野椎菜名義で自身の役を演じた。

### テレビアニメ
- お〜い!竜馬（1992年）
- クレヨンしんちゃん（1993年、本田悟史〈初代〉）
- 名探偵コナン（1997年、永野椎菜）

### OVA
- ああっ女神さまっ（1993年、男）

### ナレーション
- セブンイレブン テレビCM
- ニチレイ テレビCM